# Zahrádka

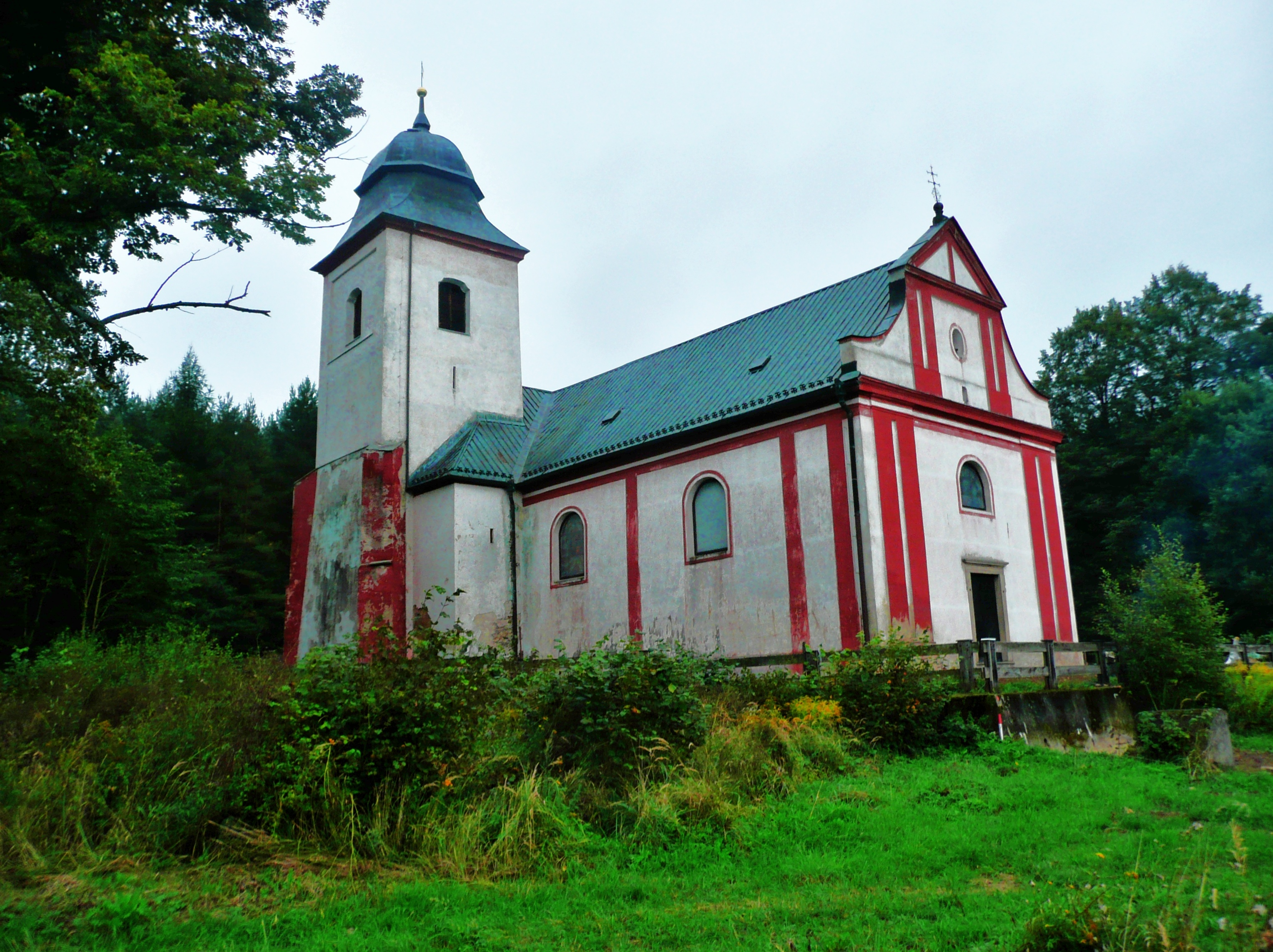
Kirche des hl. Veit

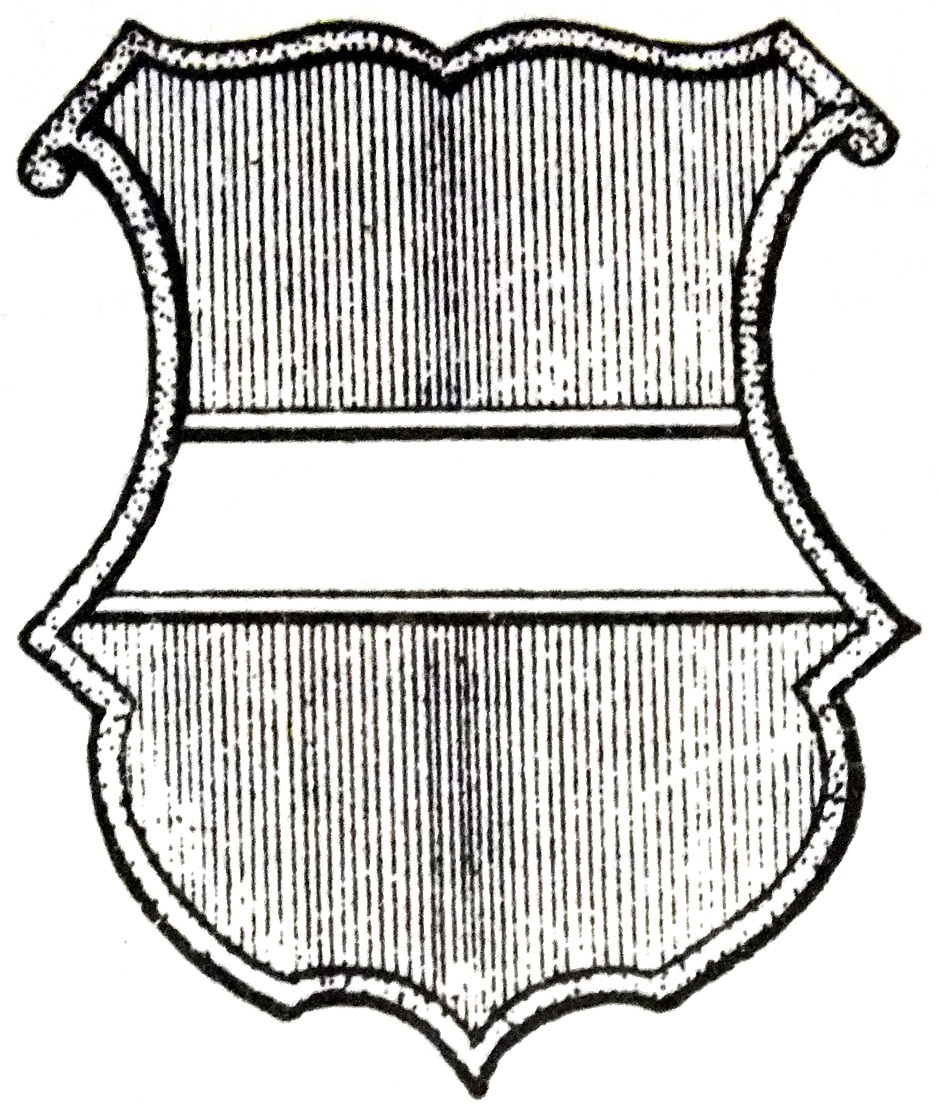
Wappen des Marktfleckens Trhová Zahrádka

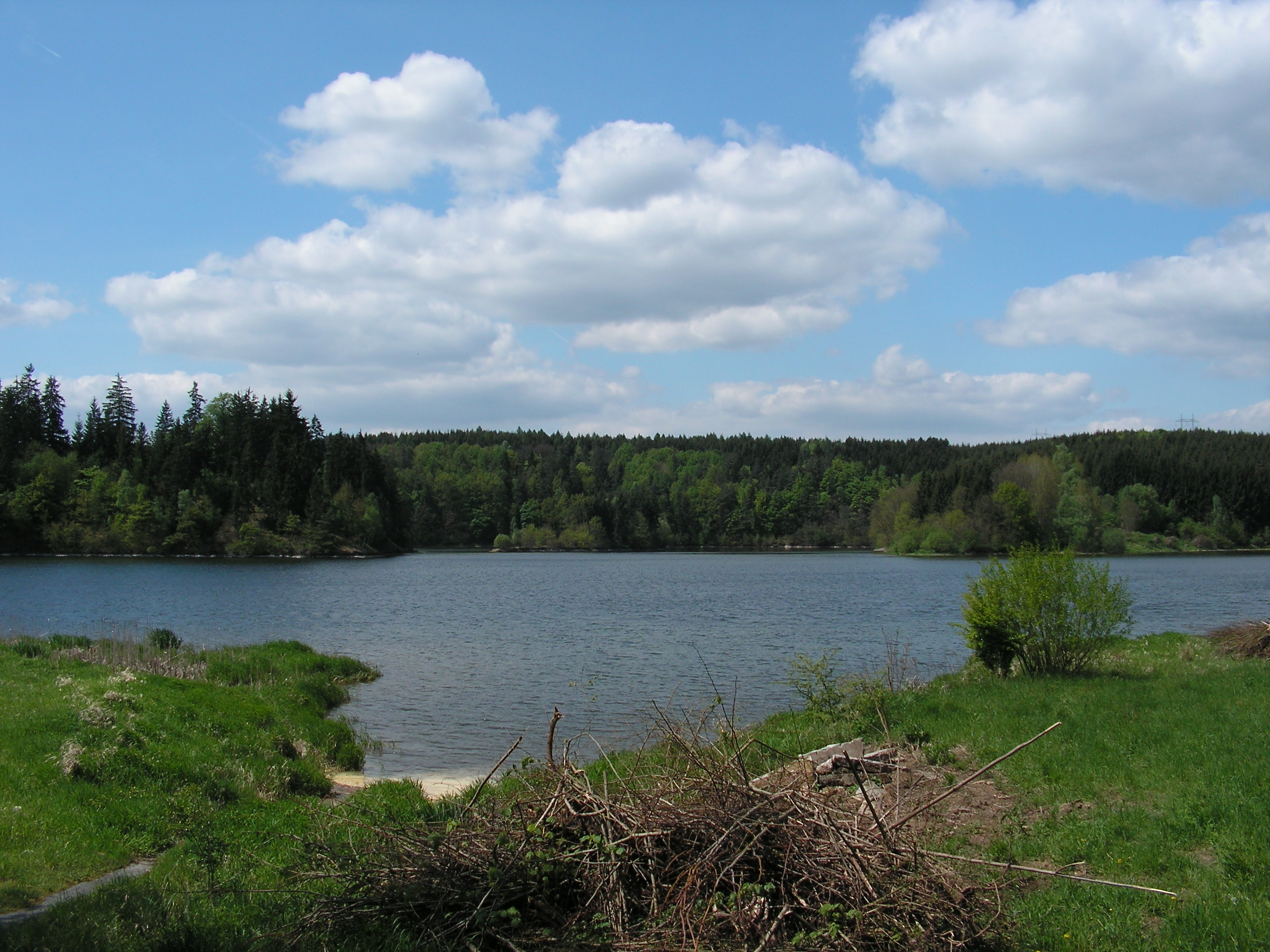
Wüstung Zahrádka in der Talsperre Švihov

Zahrádka, bis 1920 Trhová Zahrádka (deutsch Sachradka) war eine Gemeinde in der Tschechoslowakei. Sie befand sich zwölf Kilometer nordwestlich von Humpolec am rechten Ufer der Želivka und wurde 1969 durch Beschluss der Regierung aufgelöst und 1976 teilweise durch die Talsperre Švihov überflutet. Der frühere Marktplatz liegt heute am Ufer des Stausees auf dem Gebiet der Gemeinde Horní Paseka.

## Geographie
Zahrádka befand sich rechtsseitig der Želivka. Am linken Flussufer liegen die Reste der Burg Zahrádka. Westlich liegt Snět, nordöstlich Kamenná Lhota, östlich Horní Paseka, südöstlich Hojanovice und südwestlich Ježov.

## Geschichte
Die erste Erwähnung von Zahrádka ist eine Fälschung des Vyšehrader Kollegiatkapitels aus dem 13. Jahrhundert, nach der angeblich Ottokar I. Přemysl den Ort im Jahre 1219 dem Kapitel gestiftet hat. Erstmals urkundlich nachweisbar ist er in einer Bestätigungsurkunde des Papstes Innozenz IV. von 1245 über die Zugehörigkeit zum Vyšehrader Kapitel, in der gleichzeitig die Existenz der Kirche St. Veit belegt ist. Linksseitig des Flusses entstand über der Einmündung des Blažejovický potok die Burg Klosterberg, die ab 1348 Sitz des Propstes Heinrich von Linenstein und ab 1420 von Siegmund Albich war.
Nach der Zerstörung des Vyšehrad in den Hussitenkriegen erhielt Nikolaus Trčka von Lípa 1436 den gesamten, einst der Königin Swatawa gehörigen Sprengel beiderseits der Želivka, der bis an den Melechov reichte und mit dichten Wäldern bestanden war, geschenkt. In diesem Gebiet lag auch Zahrádka. Ferdinand I. verlieh Zahrádka 1562 Stadt- und Marktrechte. Neben der Abhaltung eines Jahrmarktes beinhalteten die Privilegien auch die Führung eines eigenen Wappens. Der Ort erhielt den Namen "Trhová Zahrádka" (Markt Sachradka). Nachdem Adam Erdmann Trčka von Lípa 1634 in der Mordnacht von Eger zusammen mit Albrecht von Waldstein umgebracht worden war, wurde dessen Besitz zwei Jahre später konfisziert. Neuer Besitzer von Trhová Zahrádka wurde Wolf Adam zu Pappenheim, der seinen Besitz 1638 an Burian Ladislaus von Waldstein verkaufte. 1669 erwarb der Abt des Klosters Breunau, Matthäus Ferdinand Sobek von Bilenberg, den Markt Sachradka. 1686 nahm die erste Schule in Sachradka den Unterricht auf. Othmar Daniel Zinke verkaufte Sachradka 1707 an den kaiserlichen Kammerherrn Johann Leopold Donatus von Trautson und Falkenstein. Dieser schlug Sachradka seiner Herrschaft Unterkralowitz zu und übertrug die Verwaltung dem Gut Martinowitz. 1766 erwarb Karl Josef von Palm-Gundelfingen dessen Güter. Nachdem der Besitz der Herren von Palm-Gundelfingen 1801 wegen Überschuldung zwangsversteigert worden war, wurde Sachradka mit der Herrschaft Unterkralowitz zusammengelegt.
Nach der Aufhebung der Patrimonialherrschaften im Jahre 1848 wurde Zahrádka zu einer selbstständigen Marktgemeinde und kam 1850 zum neu gebildeten Bezirk Ledeč nad Sázavou. Am 21. Februar 1850 zerstörte ein Brand fast den gesamten Flecken. Der Bau der Lokalbahn Beneschau–Wlaschim–Unter Kralowitz wurde nicht bis zu dem Flecken fortgeführt. Viele Bewohner, die von Handwerk und Gewerbe lebten, suchten ihr neues Auskommen in den Metropolen Prag und Wien, andere wanderten nach Amerika aus. Der Bau der neuen Straße von Želiv nach Trhová Zahrádka holte den Flecken etwas aus seiner Abgeschiedenheit. Weitere neue Straßen wurden 1858 nach Ledeč nad Sázavou, 1862 nach Dolní Kralovice und schließlich 1879 nach Humpolec erbaut. 1920 wurde der Name der Gemeinde in Zahrádka geändert. Zu dieser Zeit gehörten die Ortsteile Dolní Paseka, Horní Paseka und Staré Hamry zur Gemeinde.
Nach dem Zweiten Weltkrieg wurden die Rechte von Zahrádka nicht erneuert und die Marktgemeinde sank zum Dorf herab. 1963 beschloss die tschechoslowakische Regierung den Bau einer Talsperre an der  Želivka. Am 27. August 1969 wurde die Liquidierung von Zahrádka beschlossen. 1971 erfolgte die Ausgliederung von Horní Paseka mit den Einschichten Studénky und Hory nach Rejčkov. 1974 waren die Arbeiten an der Talsperre Švihov soweit abgeschlossen, dass das Tal geflutet wurde. Zuerst wurde Dolní Kralovice verwüstet und an neuer Stelle wieder errichtet. Im Jahre 1976 wurden Zahrádka und Staré Hamry überflutet. 
Vom früheren Marktplatz von Zahrádka blieben nur die Kirche St. Veit und die Marienstatue erhalten, die sich heute am rechten Ufer des Stausees befinden.

## Sehenswürdigkeiten
- Reste der Burg Klosterberg, linksseitig über der Talsperre
- Křižná studánka am Hang des Šafranice; an der Quelle unweit des versunkenen Fleckens Zahrádka wurden 1741 ein Holzkreuz und eine hölzerne Kapelle errichtet. 1868 entstand die heutige gemauerte Wallfahrtskapelle
- Kirche St. Veit, auf dem früheren Marktplatz von Zahrádka, heute am Ufer der Talsperre Švihov
- Statue der schmerzhaften Jungfrau Maria, auf dem früheren Marktplatz von Zahrádka, heute am Ufer der Talsperre Švihov, 1738 von Jakub Teplý aus Pardubice geschaffen

## Söhne und Töchter der Gemeinde
- Karel Vrána (1925–2004), Philosoph und Theologe